# Liste der Monuments historiques in Sainte-Marie-de-Ré
Die Liste der Monuments historiques in Sainte-Marie-de-Ré führt die Monuments historiques in der französischen Gemeinde Sainte-Marie-de-Ré auf.

## Liste der Bauwerke
| Bezeichnung                       | Beschreibung              | Standort                       | Kennzeichnung | Schutzstatus | Datum | Bild           |
| --------------------------------- | ------------------------- | ------------------------------ | ------------- | ------------ | ----- | -------------- |
| Kirche Notre-Dame-de-l’Assomption | Erbaut im 15. Jahrhundert | Place Eudes d’Aquitaine (Lage) | PA00105200    | Classé       | 1921  | weitere Bilder |

## Liste der Objekte

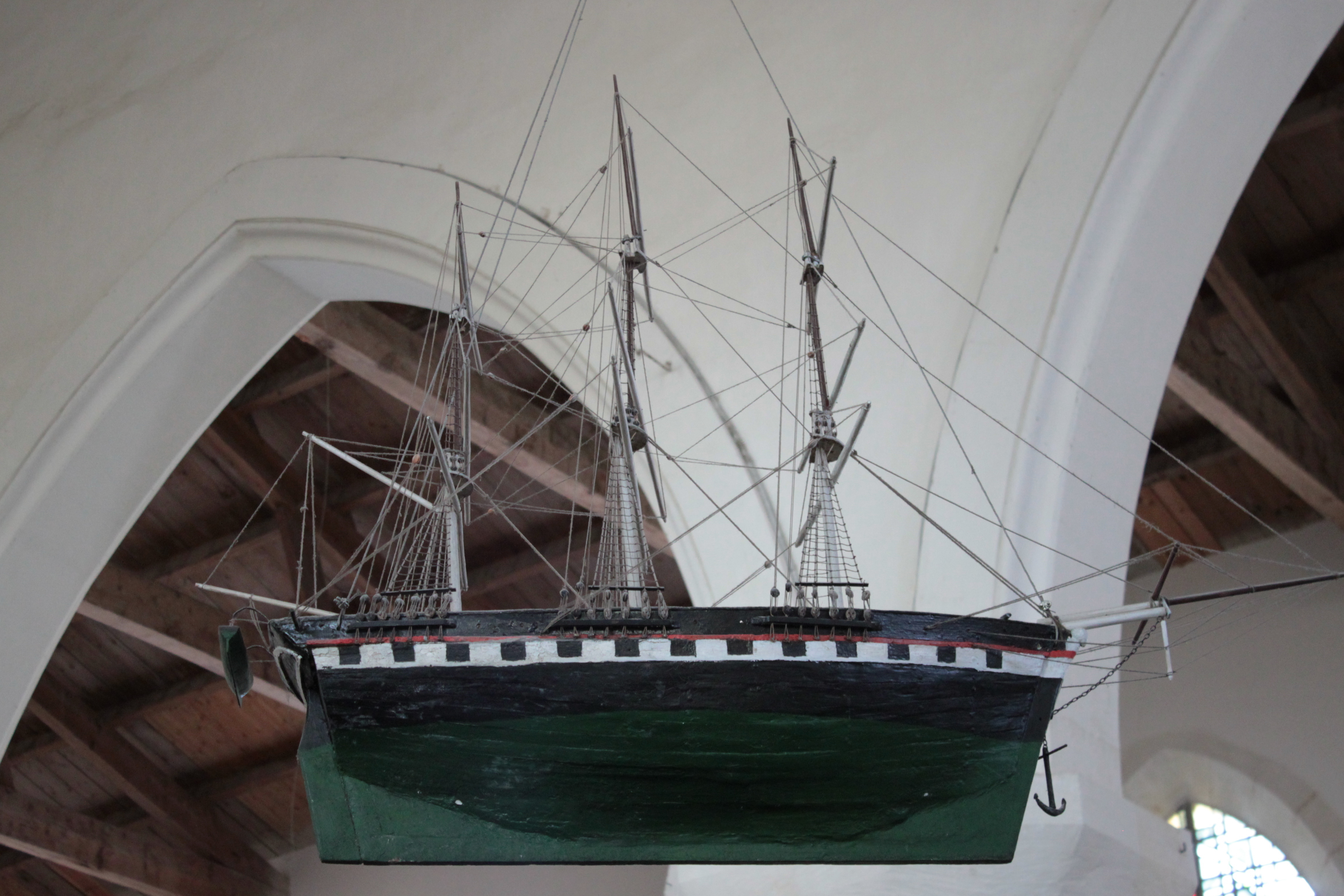
Votivgabe in der Kirche

- Monuments historiques (Objekte) in Sainte-Marie-de-Ré in der Base Palissy des französischen Kultusministeriums

Siehe auch: Kanzel (Sainte-Marie-de-Ré)